# Revolution Begins
Revolution Begins är den tredje EP:n av Arch Enemy, utgiven den 31 augusti 2007 på Century Media. Det har gjorts en musikvideo till den självbetitlade låten Revolution Begins. Låtarna Revolution Begins och Blood on Your Hands är hämtade från albumet Rise of the Tyrant.

## Låtlista
1. Revolution Begins − 4:11
2. Blood on Your Hands − 4:41
3. Walk in the Shadows − 3:07 (Queensrÿche-cover)
4. I Am Legend / Out for Blood (live) − 5:36

## Bandsättning
- Angela Gossow - sång
- Michael Amott - gitarr
- Christopher Amott - gitarr
- Sharlee D'Angelo - elbas
- Daniel Erlandsson - trummor